# Liste des maires de Pithiviers
Cet article dresse une liste par ordre de mandat des maires de Pithiviers.

## Liste des maires
| Période                                  | Période  | Identité                         | Étiquette                 | Qualité                                                                                         |
| ---------------------------------------- | -------- | -------------------------------- | ------------------------- | ----------------------------------------------------------------------------------------------- |
| 1790                                     | 1791     | Simon Mercier                    |                           |                                                                                                 |
| 1791                                     | 1792     | Louis Lefranc                    |                           |                                                                                                 |
| 1792                                     | 1794     | Jean-Baptiste Chenard            |                           |                                                                                                 |
| 1794                                     | 1798     | François Saisy                   |                           | Médecin                                                                                         |
| 1798                                     | 1799     | Stanislas Hanapier               |                           |                                                                                                 |
| 1799                                     | 1799     | André Lesueur                    |                           |                                                                                                 |
| 1799                                     | 1812     | Pierre Lejeune de Bellecour      |                           |                                                                                                 |
| 1812                                     | 1830     | Jean-Antoine Daussy des Coutures |                           |                                                                                                 |
| 1830                                     | 1832     | Louis-Charles Bertrand-Courtois  |                           |                                                                                                 |
| 1832                                     | 1838     | Charles Ganard                   |                           |                                                                                                 |
| 1838                                     | 1845     | René Popelin                     |                           |                                                                                                 |
| 1845                                     | 1847     | Louis Ploix                      |                           |                                                                                                 |
| 1847                                     | 1858     | Théodore Defiennes               |                           | Conseiller général de Pithiviers                                                                |
| 1858                                     | 1862     | Ernest Lejeune de Bellecour      |                           |                                                                                                 |
| Les données manquantes sont à compléter. |          |                                  |                           |                                                                                                 |
| 1925                                     | 1941     | Marcel Donon                     | Radical                   | Professeur d'agriculture Conseiller général de Pithiviers Président du Conseil général Sénateur |
| 1941                                     | 1943     | Armand Richard                   |                           | Avoué                                                                                           |
| 1943                                     | 1944     | Maurice Criton                   | DVD                       | Négociant en bestiaux Conseiller général de Pithiviers                                          |
| 1944                                     | 1945     | Fernand Jarreau                  |                           | Directeur de cinéma                                                                             |
| 1945                                     | 1947     | Léon Daurios                     |                           | Chapelier                                                                                       |
| 1947                                     | 1959     | Jean Boucheny                    |                           | Industriel                                                                                      |
| 1959                                     | 1965     | Marcel Piquemal                  | DVD                       | Vétérinaire Conseiller général de Pithiviers                                                    |
| 1965                                     | 1966     | Édouard Bizette                  |                           | Médecin                                                                                         |
| 1966                                     | 1977     | Bernard Lambert                  |                           | Agent général d'assurances                                                                      |
| 1977                                     | 1983     | André Saillard                   | UDF-CDS                   | Industriel Conseiller général de Pithiviers                                                     |
| 1983                                     | 1989     | Marc Moussard                    |                           | Médecin                                                                                         |
| 1989                                     | 2001     | Henry Berthier                   | PS                        | Directeur d'école                                                                               |
| 2001                                     | 2008     | Philippe Pintaux                 | UMP                       | Expert comptable                                                                                |
| 2008                                     | 2014     | Marie-Thérèse Bonneau            | PS                        | Professeur Présidente de la Communauté de communes Le Cœur du Pithiverais                       |
| 28 mars 2014                             | En cours | Philippe Nolland,                | UMP puis LR puis Horizons | 1er vice-président de la Communauté de communes Le Cœur du Pithiverais                          |